# Magyarország 1945 előtti lakótelepszerű létesítményeinek listája
Az alábbi lista Magyarország 1945 előtti lakótelepszerű létesítményeit tartalmazza.

## Baranya
| Név                       | Település | Építés ideje | Megjegyzés | Kép |
| ------------------------- | --------- | ------------ | ---------- | --- |
| Pécsbányai bányászkolónia | Pécs      |              |            |     |

## Békés
| Név                                 | Település  | Építés ideje | Megjegyzés | Kép |
| ----------------------------------- | ---------- | ------------ | ---------- | --- |
| MÁV munkás és tisztviselő lakótelep | Békéscsaba | 1920-as évek |            |     |

## Borsod-Abaúj-Zemplén
| Név                              | Település     | Építés ideje   | Megjegyzés | Kép |
| -------------------------------- | ------------- | -------------- | ---------- | --- |
| MÁV-telep                        | Kazincbarcika |                |            |     |
| Diósgyőri vasgyári kolónia       | Miskolc       | 1868           |            |     |
| Miskolci MÁV főműhely lakótelepe | Miskolc       | 1875-1900      |            |     |
| Kisbarcai bányászkolónia         | Nagybarca     | 1933 előtt     |            |     |
| Velence telep                    | Ózd           | 1921/1922–1925 |            |     |
| Újtelep                          | Ózd           | 1904-1906      |            |     |
| Hétes-telep                      | Ózd           |                |            |     |
| Nagyamerika                      | Ózd           |                |            |     |
| Kisamerika                       | Ózd           | 1934 előtt     |            |     |

## Győr-Moson-Sopron
| Név                   | Település | Építés ideje | Megjegyzés | Kép |
| --------------------- | --------- | ------------ | ---------- | --- |
| Ágyúgyári Munkástelep | Győr      | 1901-1902    |            |     |

## Hajdú-Bihar
| Név                                                             | Település | Építés ideje  | Megjegyzés | Kép |
| --------------------------------------------------------------- | --------- | ------------- | ---------- | --- |
| MÁV munkás és tisztviselő lakótelep („Debreceni Wekerle-telep”) | Debrecen  | 1897-től      |            |     |
| Nyilas-telep                                                    | Debrecen  | 20. sz. eleje |            |     |

## Jász-Nagykun-Szolnok
| Név                              | Település | Építés ideje | Megjegyzés | Kép |
| -------------------------------- | --------- | ------------ | ---------- | --- |
| Szolnoki MÁV főműhely lakótelepe | Szolnok   | 1900 k.      |            |     |
| Művésztelep                      | Szolnok   | 1901-1902    |            |     |

## Komárom-Esztergom
| Név                                                              | Település | Építés ideje | Megjegyzés | Kép |
| ---------------------------------------------------------------- | --------- | ------------ | ---------- | --- |
| Dorogi bányászkolónia (1983-ban elbontották)                     | Dorog     |              |            |     |
| Oroszlányi bányászkolónia                                        | Oroszlány |              |            |     |
| Tatabányai bányászkolónia („Kis Amerika”) (1983-ban elbontották) | Tatabánya | 1890-es évek |            |     |
| a Bánhidai Erőmű tisztviselő- és munkástelepe                    | Tatabánya | 1930         |            |     |
| Tokodi bányászkolónia                                            | Tokod     | 1928 előtt   |            |     |

## Nógrád
| Név                         | Település   | Építés ideje | Megjegyzés | Kép |
| --------------------------- | ----------- | ------------ | ---------- | --- |
| Acélgyári munkástelep       | Salgótarján |              |            |     |
| Baglyasaljai bányászkolónia | Salgótarján | 1920-as évek |            |     |

## Pest
| Név                                 | Település     | Építés ideje | Megjegyzés | Kép |
| ----------------------------------- | ------------- | ------------ | ---------- | --- |
| MÁV munkás és tisztviselő lakótelep | Dunakeszi     | 1922-1928    |            |     |
| Pilisvörösvári bányászkolónia       | Pilisvörösvár | 1908 k.      |            |     |

## Somogy
| Név                                   | Település | Építés ideje | Megjegyzés | Kép |
| ------------------------------------- | --------- | ------------ | ---------- | --- |
| Kaposvári Cukorgyár tisztviselőtelepe | Kaposvár  | 1920-as évek |            |     |

## Szabolcs-Szatmár-Bereg
| Név                          | Település   | Építés ideje | Megjegyzés                                                  | Kép |
| ---------------------------- | ----------- | ------------ | ----------------------------------------------------------- | --- |
| Huszártelep („Guszev-telep”) | Nyíregyháza |              | Archiválva 2023. június 21-i dátummal a Wayback Machine-ben |     |
| Keleti-telep                 | Nyíregyháza |              |                                                             |     |

## Vas
| Név                                  | Település   | Építés ideje | Megjegyzés | Kép |
| ------------------------------------ | ----------- | ------------ | ---------- | --- |
| Szombathelyi MÁV főműhely lakótelepe | Szombathely | 1900 k.      |            |     |

## Veszprém
| Név                                                | Település    | Építés ideje | Megjegyzés | Kép |
| -------------------------------------------------- | ------------ | ------------ | ---------- | --- |
| A Füzfői Papírgyár munkás- és tisztviselőkolóniája | Balatonfűzfő | 1929 után    |            |     |

## Zala
| Név                     | Település    | Építés ideje | Megjegyzés | Kép |
| ----------------------- | ------------ | ------------ | ---------- | --- |
| MAORT-telep Nagykanizsa | Zalaegerszeg | 1942–1943    |            |     |